# Список самых больших циферблатов
Список постоянных рабочих часов с самыми большими циферблатами в мире. В список включены часы с циферблатом не менее 4 метров в диаметре. Часы могут быть расположены снаружи или внутри зданий и башен, а также на земле, как в случае с цветочными циферблатами.
| Ранг | Локация                                         | Изображение | Диаметр | Кол. цифер- блатов | Звон | Год       | Структура               | Страна              | Город                | Примечание | Ссылка               |
| ---- | ----------------------------------------------- | ----------- | ------- | ------------------ | ---- | --------- | ----------------------- | ------------------- | -------------------- | --- | -------------------- |
| 1    | Абрадж аль-Бейт                                 |             | 43 м    | 4                  | Нет  | 2012      | Здание                  | Саудовская Аравия   | Мекка                | Самое высокое здание с циферблатами. Высота здания 601 м, что также делает циферблаты самыми высокими над уровнем земли                                                                  |                      |
| 2    | Стамбульский Джевахир                           |             | 36 м    | 1                  | Нет  | 2005      | Торговый центр          | Турция              | Стамбул              | Трёхметровые цифры, нанесённые на прозрачную крышу центра |                      |
| 3    | Бхестан                                         | Фото        | 24.2 м  | 1                  | Да   | ?         | Цветочные часы          | Индия               | Сурат                | Самые большие цветочные часы | [ 1 ]                |
| 4    | Парк Героев                                     |             | 22 м    | 1                  | Да   | 2011      | Цветочные часы          | Украина             | Кривой Рог           | Построены в честь 20-летия независимости Украины. Минутная стрелка имеет длину 13 м | [ 2 ]                |
| 5    | Центральная станция Бразилии                    |             | 20 м    | 4                  | Да   | 1943      | Железнодорожная станция | Бразилия            | Рио-де-Жанейро       | Высота часовой башни составляет 122 м | [ 3 ]                |
| 6    | Пивоварня Дюкен                                 |             | 18 м    | 1                  | Нет  | 1933      | Здание                  | США                 | Питтсбург            | Самый большой циферблат часов в США. Восьмиугольные часы. Имеют 8,5-метровую и 6,4-метровую алюминиевые стрелки                                                                          |                      |
| 7    | Часы Colgate (Джерси-Сити)                      |             | 15.2 м  | 1                  | Нет  | 1924      | Автономные              | США                 | Джерси-Сити          | Восьмиугольные часы. Первоначально располагались на крыше здания штаб-квартиры Colgate                                                                                                   |                      |
| 8    | NTT Docomo Yoyogi Building                      |             | 15 м    | 4                  | Нет  | 2000 2002 | Здание                  | Япония              | Токио                | Высота башни составляет 240 м | [ 4 ]                |
| 9    | Аббасабад                                       | Фото        | 15 м    | 1                  | Нет  | 2005      | Цветочные часы          | Иран                | Тегеран              | | [ 5 ]                |
| 10   | Грозный-сити                                    |             | 13.6 м  | 2                  | Нет  | 2011      | Здание                  | Россия              | Грозный              | Минутная стрелка имеет длину 7,3 м, а часовая 5,5 м |                      |
| 11   | Штаб-квартира Rockwell Automation               |             | 12.25 м | 4                  | Нет  | 1962      | Часовая башня           | США                 | Милуоки              | Часовая башня имеет высоту 86,25 м и известна как часовая башня Аллена-Брэдли. Каждая часовая стрелка имеет длину 4,8 м. Каждая минутная стрелка имеет длину 6,1 м                       | [ 6 ]                |
| 12   | Цветочные часы Ниагарского водопада             |             | 12,2 м  | 1                  | Нет  | 1950      | Цветочные часы          | Канада              | Ниагарский водопад   | | [ 7 ]                |
| 13   | Часы Colgate (Индиана)                          |             | 12 м    | 1                  | Нет  | 1906      | Автономные              | США                 | Кларксвилл           | Восьмиугольный циферблат. Построены к столетию компании Colgate в её первоначальном месте в Джерси-Сити. Переехали в Индиану в 1924 году, когда была сделана большая замена              |                      |
| 14   | Часы Александры                                 | Фото        | 11 м    | 1                  | Нет  | 1968      | Автономные              | Новая Зеландия      | Александра           | Расположены на холме с видом на город. В настоящее время (по состоянию на 2020 год) не работают.                                                                                         | [ 8 ] [ 9 ]          |
| 15   | Капитолий штата Кентукки                        |             | 10 м    | 1                  | Нет  | 1961      | Цветочные часы          | США                 | Франкфурт            | Расположены на территории здания Капитолия. Минутная стрелка 6,1 м и часовая стрелка 4,6 м                                                                                               |                      |
| 16   | Станция Сержи-Сен-Кристоф                       |             | 10 м    | 1                  | Нет  | 1988      | Железнодорожная станция | Франция             | Сержи                | | [ 10 ]               |
| 17   | Железнодорожная станция Арау                    |             | 9 м     | 1                  | Нет  | 1988      | Железнодорожная станция | Швейцария           | Арау                 | Пятый по величине циферблат часов в Европе | [ 11 ]               |
| 18   | Главное здание МГУ                              |             | 9 м     | 4                  | Нет  | 1953      | Здание                  | Россия              | Москва               | Университет имеет одну центральную башню (без циферблата) и четыре вспомогательные башни, на которых расположены один циферблат, барометр и термометр. Минутная стрелка составляет 3,9 м | [ 12 ]               |
| 19   | Торговый центр Стивенс Грин                     |             | 8,9 м   | 1                  | Нет  | 1988      | Торговый центр          | Республика Ирландия | Дублин               | |                      |
| 20   | Церковь Святого Петра                           |             | 8.64 м  | 4                  | Да   | 1534      | Церковь                 | Швейцария           | Цюрих                | Самый большой циферблат церковных часов. Минутная стрелка имеет длину 5,73 метра, а часовая 5,07 метра                                                                                   |                      |
| 21   | Ратуша Осло                                     |             | 8.6 м   | 1                  | Да   | 1950      | Здание                  | Норвегия            | Осло                 | Башня с часами на ней известна как Oslo Rådhus 2 и имеет высоту 63 м. Каждый год в здании присуждается Нобелевская премия мира                                                           | [ 13 ]               |
| 22   | Цветочные часы Крайстчерча                      |             | 8.5 м   | 1                  | Нет  | 1953      | Цветочные часы          | Новая зеландия      | Крайстчерч           | | [ 14 ]               |
| 23   | Торраццо Кремоны                                |             | 8.2 м   | 1                  | Да   | 1588      | Здание башни            | Италия              | Кремона              | Самый большой циферблат в Италии и один из крупнейших астрономических циферблатов в мире                                                                                                 |                      |
| 24   | Церковь Святого Михаила                         |             | 8 м     | 4                  | Нет  | 1911      | Церковь                 | Германия            | Гамбург              | Минутная стрелка имеет длину 4,91 м, а часовая 3,65 м. Высота часовой башни составляет 132 м                                                                                             | [ 15 ] [ 16 ]        |
| 25   | Метлайф-тауэр                                   |             | 8 м     | 4                  | Да   | 1912      | Здание                  | США                 | Нью-Йорк             | Минутные стрелки имеют длину 5,2 м, а часовые 4,06 м. Высота башни 213,4 м | [ 17 ]               |
| 26   | Филадельфийская ратуша                          |             | 7.9 м   | 4                  | Нет  | 1901      | Часовая башня           | США                 | Филадельфия          | Здание с часовой башней высотой 167 м |                      |
| 27   | Shell Mex House                                 |             | 7.62 м  | 1                  | Нет  | 1930      | Здание                  | Великобритания      | Лондон               | Самый большой циферблат часов в Великобритании |                      |
| 28   | Уэверли на Саут-Бич                             |             | 7.62 m  | 1                  | Нет  | 2000      | Здание                  | США                 | Майами               | Часовой механизм весит 771 кг | [ 18 ]               |
| 29   | Royal Liver Building                            |             | 7.6 м   | 4                  | Да   | 1911      | Часовая башня           | Великобритания      | Ливерпуль            | Часы на двух башнях со зданием, включающим часовые башни 98,2 м | [ 19 ]               |
| 30   | Костёл Пресвятого Сердца Господня на Виноградах |             | 7.6 м   | 1                  | Нет  | 1932      | Церковь                 | Чехия               | Прага                | |                      |
| 31   | Детский мир                                     |             | 7.5 м   | 1                  | Нет  | 2014      | Торговый центр          | Россия              | Москва               | Часы находятся внутри магазина игрушек. Маятник имеет длину 13 м | [ 20 ] [ 21 ]        |
| 32   | Башня Эмерсона                                  |             | 7.3 м   | 4                  | Нет  | 1911      | Здание                  | США                 | Балтимор             | Самые большие гравитационные часы с четырьмя циферблатами в мире. Высота башни составляет 88,1 м                                                                                         | [ 22 ]               |
| 33   | Ратуша Миннеаполиса                             |             | 7.2 м   | 4                  | Да   | 1906      | Часовая башня           | США                 | Миннеаполис          | Самые большие в мире часы с четырьмя циферблатами. Высота часовой башни составляет 105 м. Минутные стрелки составляют 4,3 м                                                              | [ 23 ]               |
| 34   | Башня Елизаветы                                 |             | 7 м     | 4                  | Да   | 1859      | Часовая башня           | Великобритания      | Лондон               | Высота часовой башни составляет 96 м. Широко известен как «Биг Бен», хотя это название самого большого колокола.                                                                         | [ 24 ]               |
| 35   | Сименсштадт                                     |             | 7 м     | 4                  | Нет  | 1909      | Здание башни            | Германия            | Берлин               | Высота башни 75 м | [ 25 ]               |
| 36   | Мельница Айера                                  |             | 6.75 м  | 4                  | Да   | 1909      | Часовая башня           | США                 | Лоренс (Массачусетс) | |                      |
| 37   | Паромное сооружение Сан-Франциско               |             | 6.7 м   | 4                  | Да   | 1898      | Здание                  | США                 | Сан-Франциско        | Часовая башня высотой 74,7 м вмещает частный пентхаус | [ 26 ] [ 27 ]        |
| 38   | Квартал Ванкувера                               |             | 6.7 м   | 4                  | Нет  | 1912      | Здание                  | Канада              | Ванкувер             | Высота здания составляет 80,7 м. Циферблаты освещены ночью | [ 28 ] [ 29 ]        |
| 39   | Башня Таможенного дома                          |             | 6.7 м   | 1                  | Нет  | 1916      | Здание                  | США                 | Бостон               | Из-за установки слишком маленького двигателя часы не работали должным образом на протяжении большей части XX века                                                                        |                      |
| 40   | Часовая башня Болоньи                           |             | 6.4 м   | 1                  | Да   | 1451      | Часовня башня           | Италия              | Болонья              | | [ 30 ]               |
| 41   | Дворец культуры и науки                         |             | 6.2 м   | 4                  | Нет  | 2000      | Здание                  | Польша              | Варшава              | Здание построено в 1955 году высотой в 237 м. Часы добавлены позже |                      |
| 42   | Спасская башня                                  |             | 6.12 м  | 4                  | Да   | 1851      | Здание                  | Россия              | Москва               | Высота башни составляет 71 м | [ 31 ]               |
| 43   | Здание Коммерческого национального банка        |             | 6.1 м   | 4                  | Нет  | 1943      | Здание                  | США                 | Даллас               | Строительство было завершено в 1942 году. Добавление часовой башни было произведено в 1943 году. Высота здания 159,4 м                                                                   | [ 33 ] [ 34 ] [ 35 ] |
| 44   | Старая ратуша                                   |             | 6 м     | 1                  | Да   | 1899      | Здание башни            | Канада              | Торонто              | Высота часовой башни составляет 103,6 м |                      |
| 45   | Ригли-билдинг                                   |             | 5.97 м  | 1                  | Нет  | 1924      | Здание                  | США                 | Чикаго               | Часовые стрелки имеют длину 1,73 м, а минутные 2,79 м. Высота здания составляет 133,5 м                                                                                                  | [ 36 ]               |
| 46   | Часовая башня Падуи                             |             | 5.6 м   | 1                  | Нет  | 1437      | Здание                  | Италия              | Падуя                | | [ 37 ]               |
| 47   | Ратуша Милуоки                                  |             | 5.5 м   | 1                  | Да   | 1895      | Здание башни            | США                 | Милуоки              | Высота башни составляет 107,6 м | [ 38 ]               |
| 48   | Мемориальная часовая башня Джозефа Чемберлена   |             | 5.25 м  | 4                  | Да   | 1908      | Часовая башня           | Великобритания      | Бирмингем            | Самая высокая отдельно стоящая часовая башня в мире. Имеет высоту 100 м. Часовая стрелка составляет 3 м, а минутная 1,8 м                                                                |                      |
| 49   | Jardin Anglais                                  |             | 5 м     | 1                  | Нет  | 2002      | Цветочные часы          | Швейцария           | Женева               | Первоначально построены в 1955 году |                      |
| 50   | Ратуша Брисбена                                 |             | 4.8 м   | 4                  | Да   | 1930      | Здание башни            | Австралия           | Брисбен              | Высота башни составляет 91 м |                      |
| 51   | Манчестерская ратуша                            |             | 4.8 м   | 4                  | Да   | 1877      | Здание башни            | Великобритания      | Манчестер            | Самая высокая часовая башня ратуши в Великобритании | [ 39 ] [ 40 ]        |
| 52   | Башня Мира                                      |             | 4.8 м   | 4                  | Да   | 1920      | Здание башни            | Канада              | Оттава               | Высота башни составляет 92,2 м. Построена в память о канадцах, погибших во время Первой мировой войны                                                                                    | [ 41 ]               |
| 53   | Центральный железнодорожный вокзал              |             | 4.77 м  | 4                  | Нет  | 1921      | Здание башни            | Австралия           | Сидней               | Высота башни составляет 85,6 м | [ 42 ]               |
| 54   | Королевский дворец                              | Фото        | 4.7 м   | 1                  | Нет  | ?         | Цветочные часы          | Малайзия            | Анак Букит           | |                      |

## Временно установленные часы
Список часов с самыми большими циферблатами, которые были установлены в качестве временных конструкций. Включение в этот список соответствует критериям приведённого выше списка, за исключением временного характера часов.
| Ранг | Локация            | Изображение | Диаметр | Кол. циферблатов | Звон | Год  | Структура                       | Страна  | Город            | Примечание                                                                                                | Ссылка |
| ---- | ------------------ | ----------- | ------- | ---------------- | ---- | ---- | ------------------------------- | ------- | ---------------- | --- | ------ |
| 1    | Burning Man        | Видео       | 3.28 км | 1                | Нет  | 2011 | Лазер                           | США     | Пустыня Блэк-Рок | На создание часов ушло 13 месяцев                                                                         | [ 43 ] |
| 2    | Scania Clock       | Фото        | 298.5 м | 1                | Нет  | 2016 | Сочленённые грузовые автомобили | Испания | Неизвестен       | Часы созданы из 14 грузовиков Scania, которые в течение 24 часов ездили кругами по заброшенному аэродрому | [ 44 ] |
| 3    | Всемирная выставка | Фото        | 30 м    | 1                | Нет  | 1904 | Цветочные часы                  | США     | Сент-Луис        | Сделаны специально для всемирной выставки                                                                 | [ 45 ] |

## Разрушенные часы
Список самых больших часов с циферблатом, которые были разрушены или снесены с момента их постройки. Включение в этот список соответствует критериям приведённого выше списка, за исключением того факта, что часы больше не существуют.
| Ранг | Локация              | Изображение | Диаметр | Кол. циферблатов | Звон | Год       | Структура | Страна                    | Город     | Примечание | Ссылка |
| ---- | -------------------- | ----------- | ------- | ---------------- | ---- | --------- | --------- | ------------------------- | --------- | --- | ------ |
| 1    | Хрустальный дворец   |             | 12 м    | 1                | Нет  | 1862/1876 | Здание    | Великобритания            | Лондон    | Изготовлены Э. Дж. Дентом и установлены в здании Международной выставки 1862 года. Были перенесены в Хрустальный дворец в Сиденхэме в ноябре 1876 года. Часы были разрушены вместе с самим Хрустальным дворцом во время пожара 1936 года | [ 46 ] |
| 2    | Часы фабрики Зингера | Видео       | 7,9 м   | 4                | Нет  | 1885      | Здание    | Шотландия, Великобритания | Клайдбанк | Были расположены на фабрике Зингера в Клайдбанке, четырёхсторонние часы были установлены на башне высотой 61 м. Часы, ставшие местной достопримечательностью, были снесены в рамках программы модернизации завода в 1963 году            | [ 47 ] |